# Караван (Дергачёвский район)
Караван (укр. Караван) — село в Малоданиловском поселковом совете Дергачёвского района Харьковской области Украины.
Код КОАТУУ — 6322055902. Население по переписи 2001 года составляет 206 (94/112 м/ж) человек.

## Географическое положение
Село Караван находится на правом берегу реки Лопань, выше по течению примыкает к селу Лужок, ниже по течению на расстоянии в 1 км — село Зайченки, на противоположном берегу — пгт Малая Даниловка.
До железнодорожных станция Дергачи и Подгородняя — 4 км.
Рядом с селом находится балка Яр Полтавский по которой протекает пересыхающий ручей с запрудами, село окружено большим лесным массивом урочище Харьковское (дуб).

## История
- 1873 — дата основания.
- В  1940 году, перед ВОВ, в Караване были 80 дворов.[3]

## Экономика
- В селе есть молочно-товарная ферма.
- Садовые участки.

## Археология
Жертвенник на скифском городище Караван на мысе между яром и рекой Ржанец (приток реки Мерефа), расположенный в северо-западной части главного двора, датируется V веком до нашей эры.